# Geoffrey Lawrence
Geoffrey Lawrence, III barone Trevethin e I barone Oaksey (Builth Wells, 2 dicembre 1880 – Malmesbury, 28 agosto 1971), è stato un magistrato e nobile britannico.
Nel 1946 fu uno dei due magistrati britannici designati a rappresentare il Regno Unito nel contesto del Processo di Norimberga a carico dei criminali di guerra nazisti. Fu inoltre il giudice che, in tale contesto, presiedette la camera di consiglio che il 30 settembre 1946 si riunì prima di emettere la sentenza.